# Mark Popovic
Mark Popovic (Stoney Creek, 11 ottobre 1982) è un hockeista su ghiaccio canadese naturalizzato croato professionista che gioca nel ruolo di difensore.

## Statistiche

### Club
(Aggiornato: 23 novembre 2010)
| 1997–98    | Mississauga                  | OPJHL      | 51  | 10 | 16 | 26  | 32  | —  | — | —  | —  | —  |
| 1998–99    | Toronto St. Michael's Majors | OHL        | 60  | 6  | 26 | 32  | 46  | —  | — | —  | —  | —  |
| 1999–00    | Toronto St. Michael's Majors | OHL        | 68  | 11 | 29 | 40  | 68  | —  | — | —  | —  | —  |
| 2000–01    | Toronto St. Michael's Majors | OHL        | 61  | 7  | 35 | 42  | 54  | 18 | 3 | 5  | 8  | 22 |
| 2001–02    | Toronto St. Michael's Majors | OHL        | 58  | 12 | 29 | 41  | 42  | 15 | 1 | 11 | 12 | 10 |
| 2002–03    | Cincinnati Mighty Ducks      | AHL        | 73  | 3  | 21 | 24  | —   | —  | — | —  | —  | —  |
| 2003–04    | Cincinnati Mighty Ducks      | AHL        | 74  | 4  | 10 | 14  | 63  | 9  | 1 | 2  | 3  | 4  |
| 2003–04    | Mighty Ducks of Anaheim      | NHL        | 1   | 0  | 0  | 0   | 0   | —  | — | —  | —  | —  |
| 2004–05    | Cincinnati Mighty Ducks      | AHL        | 74  | 1  | 17 | 18  | 47  | 11 | 2 | 3  | 5  | 6  |
| 2005–06    | Chicago Wolves               | AHL        | 73  | 12 | 26 | 38  | 66  | —  | — | —  | —  | —  |
| 2005–06    | Atlanta Thrashers            | NHL        | 7   | 0  | 0  | 0   | 0   | —  | — | —  | —  | —  |
| 2006–07    | Chicago Wolves               | AHL        | 65  | 16 | 24 | 40  | 51  | 15 | 3 | 6  | 9  | 4  |
| 2006–07    | Atlanta Thrashers            | NHL        | 3   | 0  | 1  | 1   | 0   | —  | — | —  | —  | —  |
| 2007–08    | Atlanta Thrashers            | NHL        | 33  | 0  | 2  | 2   | 10  | —  | — | —  | —  | —  |
| 2008-09    | SKA San Pietroburgo          | KHL        | 52  | 8  | 14 | 22  | 40  | 3  | 0 | 0  | 0  | 2  |
| 2009-10    | Atlanta Thrashers            | NHL        | 37  | 2  | 2  | 4   | 10  | —  | — | —  | —  | —  |
| 2010-11    | HC Lugano                    | LNA        | 17  | 1  | 4  | 5   | 10  | —  | — | —  | —  | —  |
| Totale AHL | Totale AHL                   | Totale AHL | 359 | 36 | 98 | 134 | 273 | 35 | 6 | 11 | 17 | 14 |
| Totale NHL | Totale NHL                   | Totale NHL | 81  | 2  | 5  | 7   | 20  | —  | — | —  | —  | —  |
| Totale KHL | Totale KHL                   | Totale KHL | 52  | 8  | 14 | 22  | 10  | 3  | 0 | 0  | 0  | 2  |
| Totale NLA | Totale NLA                   | Totale NLA | 17  | 1  | 4  | 5   | 10  | —  | — | —  | —  | —  |

LEGENDA:
PG= Partite Giocate, G= Goal, A= Assist, Pts=Punti, PMI=Penalità in Minuti

### Nazionale
| Stagione  | Livello    | Competizione | P | G | A | Pt. | PIM |
| --------- | ---------- | ------------ | - | - | - | --- | --- |
| 2000-2001 | Canada U20 | WJC-20       | 7 | 0 | 2 | 2   | 6   |
| 2001-2002 | Canada U20 | WJC-20       | 7 | 0 | 1 | 1   | 2   |

## Palmarès

### CHL
- Terzo All-Star TEAM: 2001-2002

### Campionato mondiale IIHF U-20
- Argento: 2000
- Bronzo: 2001